# شلی ای. تیلور
شلی ای. تیلور (انگلیسی: Shelley E. Taylor؛ زادهٔ ۱۹۴۶) روان‌شناسی اجتماعی اهل آلمان است.